# 링제
링제(중국어 간체자: 凌洁, 정체자: 凌潔, 병음: Líng Jié, 한자음: 능결, 1982년 10월 22일~)는 중화인민공화국의 체조 선수이다. 1999년 세계 선수권 대회 평균대 종목에서 우승했고, 2000년 하계 올림픽에서 이단평행봉 부문 은메달을 획득했다.
2000년 하계 올림픽 단체전에서 동메달을 획득했지만, 동료 선수였던 둥팡샤오가 대회 참가 당시에 나이를 조작한 사실이 국제 체조 연맹(FIG)의 조사 결과를 통해 발각되어 2010년에 국제 올림픽 위원회(IOC)로부터 동메달을 박탈당했다. 또한 2012년 3월에는 1999년 세계 선수권 대회 단체전에서 중국이 땄던 동메달을 박탈당했다. 동메달은 4위였던 우크라이나에게 승계되었다.